# Colpa delle favole Tour
Il Colpa delle favole Tour è il terzo tour ufficiale del cantautore italiano Ultimo che lo ha visto esibirsi in varie città d'Italia al fine di promuovere il suo disco Colpa delle favole, uscito il 5 aprile 2019.

## Descrizione
Il tour è stato annunciato dall'artista l'8 ottobre 2018, inizialmente composto da 10 date, a cui in seguito ne vengono aggiunte altre 8, più la data zero a Vigevano e una data al Connection Festival di Locarno. Il 14 dicembre 2018 viene annunciata un'appendice del tour, chiamata La favola, allo Stadio Olimpico di Roma, a cui successivamente viene aggiunta una data zero allo Stadio Comunale di Lignano Sabbiadoro. Il tour risulta tutto sold-out con oltre 300.000 biglietti venduti, e lo stesso vale per la data-evento allo Stadio Olimpico con oltre 60.000 biglietti venduti.

### Scaletta
Salvo alcune modifiche nel corso del tour (come l'esecuzione di La casa di un poeta nel medley al pianoforte durante la data di Torino o la rimozione di Canzone stupida con conseguente esecuzione di Ipocondria in versione integrale dopo la pubblicazione come singolo di quest'ultima), la scaletta era essenzialmente la seguente:
1. Colpa delle favole
2. Aperitivo grezzo
3. Quando fuori piove
4. Cascare nei tuoi occhi
5. Quella casa che avevamo in mente
6. Amati sempre
7. Poesia senza veli
8. Il ballo delle incertezze
9. Ti dedico il silenzio
10. Piccola stella
11. Medley: Ipocondria – Canzone stupida
12. Mille universi
13. Fateme cantà
14. Rondini al guinzaglio
15. I tuoi particolari
16. La stella più fragile dell’universo
17. Farfalla bianca
18. Giusy
19. L’eleganza delle stelle
20. Medley: Buon viaggio – L’unica forza che ho – Racconterò di te – Peter Pan – Chiave – La storia di un uomo – Albachiara
21. Pianeti
22. Fermo
23. Stasera
24. Il tuo nome (comunque vada con te)
25. Sogni appesi
26. La stazione dei ricordi

Per quanto riguarda invece la data allo Stadio Olimpico la scaletta è stata la seguente (da notare che L'eleganza delle stelle non era prevista inizialmente in scaletta, ma è stata aggiunta dall'artista "a sorpresa", come dichiarato poi successivamente):
1. Colpa delle favole
2. Dove il mare finisce
3. Aperitivo grezzo
4. Quella casa che avevamo in mente
5. Cascare nei tuoi occhi
6. Sabbia
7. Piccola stella
8. Il ballo delle incertezze
9. Quando fuori piove
10. Amati sempre
11. Peter Pan (vuoi volare con me?)
12. Poesia senza veli
13. Ti dedico il silenzio
14. Mille universi
15. Fabrizio Moro – L’eternità (il mio quartiere) e Portami via
16. Ipocondria
17. Fateme cantà
18. Rondini al guinzaglio
19. Pianeti
20. La stella più fragile dell’universo
21. Giusy
22. Farfalla bianca
23. Medley: Buon viaggio – Racconterò di te – Vorrei soltanto amarti
24. Antonello Venditti – Roma capoccia e Notte prima degli esami
25. I tuoi particolari
26. Forse dormirai
27. L'eleganza delle stelle
28. Fermo
29. Stasera
30. Il tuo nome (comunque vada con te)
31. Poesia per Roma
32. La stazione dei ricordi
33. Sogni appesi

La scaletta della data allo Stadio Comunale di Lignano Sabbiadoro è stata pressoché identica, con la differenza che al posto di Fabrizio Moro e Antonello Venditti, l'ospite è stato Mostro, che si è esibito con Ultimo su E fumo ancora.

## Date
| Anno | Giorno    | Città               | Luogo                |
| ---- | --------- | ------------------- | -------------------- |
| 2019 | 25 aprile | Vigevano            | Palasport            |
| 2019 | 27 aprile | Eboli               | PalaSele             |
| 2019 | 30 aprile | Bari                | PalaFlorio           |
| 2019 | 5 maggio  | Firenze             | Nelson Mandela Forum |
| 2019 | 6 maggio  | Firenze             | Nelson Mandela Forum |
| 2019 | 8 maggio  | Assago              | Mediolanum Forum     |
| 2019 | 10 maggio | Casalecchio di Reno | Unipol Arena         |
| 2019 | 12 maggio | Ancona              | PalaPrometeo         |
| 2019 | 16 maggio | Assago              | Mediolanum Forum     |
| 2019 | 17 maggio | Jesolo              | Palazzo del Turismo  |
| 2019 | 21 maggio | Roma                | Palazzo dello Sport  |
| 2019 | 22 maggio | Roma                | Palazzo dello Sport  |
| 2019 | 24 maggio | Roma                | Palazzo dello Sport  |
| 2019 | 25 maggio | Roma                | Palazzo dello Sport  |
| 2019 | 28 maggio | Napoli              | Teatro PalaPartenope |
| 2019 | 29 maggio | Napoli              | Teatro PalaPartenope |
| 2019 | 31 maggio | Torino              | PalaAlpitour         |
| 2019 | 2 giugno  | Acireale            | Pal'Art Hotel        |
| 2019 | 3 giugno  | Acireale            | Pal'Art Hotel        |

### Connection Festival
| Anno | Giono     | Città   | Luogo         |
| ---- | --------- | ------- | ------------- |
| 2019 | 15 giugno | Locarno | Piazza Grande |

### La favola
| Anno | Giorno    | Città              | Luogo           | Ospiti                               | Spettatori |
| ---- | --------- | ------------------ | --------------- | ------------------------------------ | ---------- |
| 2019 | 29 giugno | Lignano Sabbiadoro | Stadio Comunale | - Mostro                             |            |
| 2019 | 4 luglio  | Roma               | Stadio Olimpico | - Fabrizio Moro - Antonello Venditti | 63.316     |